# Q School 2017/2
Die Q School 2017/2 war das zweite und letzte Qualifikationsturnier für die Snooker-Saison 2017/18. Es fand vom 15. bis zum 20. Mai 2017 in der Guild Hall von Preston statt.

## Modus
Die 206 Teilnehmer wurden zu Beginn in vier Gruppen gelost. Jede Gruppe spielte im K.-o.-System einen Gruppensieger aus, der einen Platz auf der Main Tour 2017/18 und 2018/19 erhält. Neben den Gewinnern der Gruppen erhalten noch die vier ersten Spieler einer kombinierten Rangliste beider Turniere einen Startplatz für die nächsten beiden Saisons. Die Rangliste bildet sich aus den insgesamt gewonnenen Frames, dabei zählen Freilose und kampflos gewonnenen Spiele mit vier Frames. Alle Matches finden im Best-of-7-Modus statt.
Die Sieger des ersten Turniers sind bereits für die nächste Saison qualifiziert und werden mit „“ gekennzeichnet.

## Ergebnisse

### 1. Runde
| Spiel | Spieler 1                | Ergebnis | Spieler 2               |
| ----- | ------------------------ | -------- | ----------------------- |
| 1     | (A) Lu Chenwei           | 40:40    | Mitchell Travis (A)     |
| 2     | (A) Hu Hao               | 14:14    | Shehzad Iqbal (A)       |
| 3     | (A) Ray Whelan           | kl.      | Adam Morrey (A)         |
| 4     | (A) Ian Martin           | 34:34    | Adam Edge (A)           |
| 5     | (A) Declan Brennan       | 24:24    | Adam Stefanów (A)       |
| 6     | (A) Adam Brown           | 41:41    | George Pragnall (A)     |
| 7     | (A) Brandon Sargeant     | 40:40    | Samuel Thistlewhite (A) |
| 8     | (A) Lee Shanker          | 41:41    | David Lilley (A)        |
| 9     | (A) Simon Bedford        | 04:04    | Daniel Gorton (A)       |
| 10    | (A) Mark Vincent         | 24:24    | Brian Cini (A)          |
| 11    | (A) Matthew Day          | 04:04    | Mike Hallett (A)        |
| 12    | (A) James Burrett        | 14:14    | Aaron Cook (A)          |
| 13    | (A) Andrei Orzan         | 41:41    | Richard Jones (A)       |
| 14    | (A) Billy Joe Castle     | kl.      | Tugba Irten (A)         |
| 15    | (A) Richard Haney        | 41:41    | Alex Davies (A)         |
| 16    | (A) Richard William King | 41:41    | Mark Miller (A)         |
| 17    | (A) Chae Ross            | 34:34    | Antony Parsons (A)      |
| 18    | (A) Mohammed Rangzib     | 40:40    | Jamie O’Neill (A)       |
| 19    | (A) Dessie Sheehan       | 40:40    | Andy Hicks (A)          |
| 20    | (A) Craig Brown          | 40:40    | Stewart Hesketh (A)     |
| 21    | Darryl Hill              | 43:43    | Michael Tomlinson (A)   |
| 22    | (A) Ma Tingpeng          | 14:14    | Ben Murphy (A)          |
| 23    | (A) Joe O’Connor         | 42:42    | Gary Challis (A)        |
| 24    | (A) Joe Steele           | 41:41    | Geng Mingqi (A)         |
| 25    | (AF) Yu Han              | kl.      | Phil O’Kane (A)         |
| 26    | (A) Anthony Jeffers      | 34:34    | Joshua Baddeley (A)     |
| 27    | (A) Luke Simmonds        | 04:04    | Shaun Sultana (A)       |
| 28    | (A) David Singh          | kl.      | Sanderson Lam           |
| 29    | (A) Kuldesh Johal        | 14:14    | Stuart Watson (A)       |
| 30    | (A) Jake Nicholson       | 04:04    | Rahul Sachdev (A)       |
| 31    | (A) Keith Keldie         | 41:41    | Fraser Patrick          |
| 32    | (A) Paul Anthony Taylor  | 40:40    | Jamie Cope              |
| 33    | (A) Tony Knowles         | 14:14    | Ben Robinson (A)        |
| 34    | (A) William Lemons       | 34:34    | Ryan Causton (A)        |
| 35    | (A) Clayton Humphries    | 43:43    | Joe Swail               |
| 36    | (A) Shane Haines         | 43:43    | Stephen Ormerod (A)     |
| 37    | (A) Ian Brumby           | 40:40    | Steven Hallworth (A)    |
| 38    | (A) Jeff Cundy           | 24:24    | Ng On Yee (AF)          |
| 39    | (A) Michael Collumb      | 43:43    | Saqib Nasir (A)         |

| Spiel | Spieler 1                | Ergebnis | Spieler 2               |
| ----- | ------------------------ | -------- | ----------------------- |
| 1     | (A) Lu Chenwei           | 40:40    | Mitchell Travis (A)     |
| 2     | (A) Hu Hao               | 14:14    | Shehzad Iqbal (A)       |
| 3     | (A) Ray Whelan           | kl.      | Adam Morrey (A)         |
| 4     | (A) Ian Martin           | 34:34    | Adam Edge (A)           |
| 5     | (A) Declan Brennan       | 24:24    | Adam Stefanów (A)       |
| 6     | (A) Adam Brown           | 41:41    | George Pragnall (A)     |
| 7     | (A) Brandon Sargeant     | 40:40    | Samuel Thistlewhite (A) |
| 8     | (A) Lee Shanker          | 41:41    | David Lilley (A)        |
| 9     | (A) Simon Bedford        | 04:04    | Daniel Gorton (A)       |
| 10    | (A) Mark Vincent         | 24:24    | Brian Cini (A)          |
| 11    | (A) Matthew Day          | 04:04    | Mike Hallett (A)        |
| 12    | (A) James Burrett        | 14:14    | Aaron Cook (A)          |
| 13    | (A) Andrei Orzan         | 41:41    | Richard Jones (A)       |
| 14    | (A) Billy Joe Castle     | kl.      | Tugba Irten (A)         |
| 15    | (A) Richard Haney        | 41:41    | Alex Davies (A)         |
| 16    | (A) Richard William King | 41:41    | Mark Miller (A)         |
| 17    | (A) Chae Ross            | 34:34    | Antony Parsons (A)      |
| 18    | (A) Mohammed Rangzib     | 40:40    | Jamie O’Neill (A)       |
| 19    | (A) Dessie Sheehan       | 40:40    | Andy Hicks (A)          |
| 20    | (A) Craig Brown          | 40:40    | Stewart Hesketh (A)     |
| 21    | Darryl Hill              | 43:43    | Michael Tomlinson (A)   |
| 22    | (A) Ma Tingpeng          | 14:14    | Ben Murphy (A)          |
| 23    | (A) Joe O’Connor         | 42:42    | Gary Challis (A)        |
| 24    | (A) Joe Steele           | 41:41    | Geng Mingqi (A)         |
| 25    | (AF) Yu Han              | kl.      | Phil O’Kane (A)         |
| 26    | (A) Anthony Jeffers      | 34:34    | Joshua Baddeley (A)     |
| 27    | (A) Luke Simmonds        | 04:04    | Shaun Sultana (A)       |
| 28    | (A) David Singh          | kl.      | Sanderson Lam           |
| 29    | (A) Kuldesh Johal        | 14:14    | Stuart Watson (A)       |
| 30    | (A) Jake Nicholson       | 04:04    | Rahul Sachdev (A)       |
| 31    | (A) Keith Keldie         | 41:41    | Fraser Patrick          |
| 32    | (A) Paul Anthony Taylor  | 40:40    | Jamie Cope              |
| 33    | (A) Tony Knowles         | 14:14    | Ben Robinson (A)        |
| 34    | (A) William Lemons       | 34:34    | Ryan Causton (A)        |
| 35    | (A) Clayton Humphries    | 43:43    | Joe Swail               |
| 36    | (A) Shane Haines         | 43:43    | Stephen Ormerod (A)     |
| 37    | (A) Ian Brumby           | 40:40    | Steven Hallworth (A)    |
| 38    | (A) Jeff Cundy           | 24:24    | Ng On Yee (AF)          |
| 39    | (A) Michael Collumb      | 43:43    | Saqib Nasir (A)         |

| Spiel | Spieler 1              | Ergebnis | Spieler 2             |
| ----- | ---------------------- | -------- | --------------------- |
| 40    | Jason Weston           | 14:14    | Rhydian Ap Owen (A)   |
| 41    | (A) Nigel Howe         | 24:24    | John Foster (A)       |
| 42    | (A) Nick Manning       | 40:40    | Stephen Craigie (A)   |
| 43    | (A) Greg Casey         | 41:41    | Ashley Carty (A)      |
| 44    | Martin O’Donnell       | 04:04    | Neal Jones (A)        |
| 45    | (A) Tony Drago         | 41:41    | Alex Taubman (A)      |
| 46    | Sydney Wilson          | 04:04    | Brandon Hall (A)      |
| 47    | (A) Abu Saim           | kl.      | Mark Owens (A)        |
| 48    | (A) Felix Frede        | 41:41    | James Silverwood (A)  |
| 49    | (A) Simon Lichtenberg  | 41:41    | James Cahill          |
| 50    | (A) Josh Mulholland    | 04:04    | Labeeb Ahmed (A)      |
| 51    | (A) Zack Richardson    | 04:04    | Bash Maqsood (A)      |
| 52    | (AF) Reanne Evans      | 14:14    | Cheung Ka Wai (A)     |
| 53    | (A) Ross Jones         | 40:40    | Ross Vallance (A)     |
| 54    | (A) Andres Petrov      | kl.      | Lukas Kleckers (A)    |
| 55    | (A) Daniel Womersley   | 42:42    | Gareth Allen          |
| 56    | (A) Roshan Mirchandani | 40:40    | Michael Williams (A)  |
| 57    | (A) Imran Puri         | 24:24    | Darren Barton (A)     |
| 58    | (A) Mateusz Baranowski | 34:34    | Simon Blackwell (A)   |
| 59    | (A) Chris Jones        | 42:42    | Stefan Risidi (A)     |
| 60    | (A) Corey Deuel        | 24:24    | James Height (A)      |
| 61    | (A) Jason Turnbull     | 40:40    | Kishan Hirani (A)     |
| 62    | (A) Oliver Brown       | 04:04    | Darren Burns (A)      |
| 63    | (A) Matthew Roberts    | 40:40    | Barry Pinches (A)     |
| 64    | (A) Jack Culligan      | 24:24    | Mark Davies (A)       |
| 65    | (A) Mohammed Ali       | 41:41    | Jamie McArdle (A)     |
| 66    | (A) Ronnie Blake       | 41:41    | Lee Page (A)          |
| 67    | (A) Chen Zifan         | 14:14    | Lucky Vatnani (A)     |
| 68    | (A) Stephen Groves     | 43:43    | Michael Dubicki (A)   |
| 69    | (A) Tyler Rees         | 14:14    | Richard Beckham (A)   |
| 70    | (A) Danny Gladstone    | 34:34    | Anthony Fieldsend (A) |
| 71    | (A) Peter Devlin       | 24:24    | Jason Tart (A)        |
| 72    | (A) Lewis Roberts      | 43:43    | Joshua Thomond (A)    |
| 73    | (A) Matthew Glasby     | 40:40    | Ben Jones (A)         |
| 74    | (A) Robert Cloherty    | 40:40    | Wayne Brown (A)       |
| 75    | (A) Scott Lyons        | 42:42    | Patrick Whelan (A)    |
| 76    | (A) Andrew Milliard    | 42:42    | Adrian Rosa (A)       |
| 77    | (A) Shachar Ruberg     | 14:14    | Leigh Robinson (A)    |
| 78    | (A) Jackson Page       | 14:14    | Simon Dent (A)        |

| Spiel | Spieler 1              | Ergebnis | Spieler 2             |
| ----- | ---------------------- | -------- | --------------------- |
| 40    | Jason Weston           | 14:14    | Rhydian Ap Owen (A)   |
| 41    | (A) Nigel Howe         | 24:24    | John Foster (A)       |
| 42    | (A) Nick Manning       | 40:40    | Stephen Craigie (A)   |
| 43    | (A) Greg Casey         | 41:41    | Ashley Carty (A)      |
| 44    | Martin O’Donnell       | 04:04    | Neal Jones (A)        |
| 45    | (A) Tony Drago         | 41:41    | Alex Taubman (A)      |
| 46    | Sydney Wilson          | 04:04    | Brandon Hall (A)      |
| 47    | (A) Abu Saim           | kl.      | Mark Owens (A)        |
| 48    | (A) Felix Frede        | 41:41    | James Silverwood (A)  |
| 49    | (A) Simon Lichtenberg  | 41:41    | James Cahill          |
| 50    | (A) Josh Mulholland    | 04:04    | Labeeb Ahmed (A)      |
| 51    | (A) Zack Richardson    | 04:04    | Bash Maqsood (A)      |
| 52    | (AF) Reanne Evans      | 14:14    | Cheung Ka Wai (A)     |
| 53    | (A) Ross Jones         | 40:40    | Ross Vallance (A)     |
| 54    | (A) Andres Petrov      | kl.      | Lukas Kleckers (A)    |
| 55    | (A) Daniel Womersley   | 42:42    | Gareth Allen          |
| 56    | (A) Roshan Mirchandani | 40:40    | Michael Williams (A)  |
| 57    | (A) Imran Puri         | 24:24    | Darren Barton (A)     |
| 58    | (A) Mateusz Baranowski | 34:34    | Simon Blackwell (A)   |
| 59    | (A) Chris Jones        | 42:42    | Stefan Risidi (A)     |
| 60    | (A) Corey Deuel        | 24:24    | James Height (A)      |
| 61    | (A) Jason Turnbull     | 40:40    | Kishan Hirani (A)     |
| 62    | (A) Oliver Brown       | 04:04    | Darren Burns (A)      |
| 63    | (A) Matthew Roberts    | 40:40    | Barry Pinches (A)     |
| 64    | (A) Jack Culligan      | 24:24    | Mark Davies (A)       |
| 65    | (A) Mohammed Ali       | 41:41    | Jamie McArdle (A)     |
| 66    | (A) Ronnie Blake       | 41:41    | Lee Page (A)          |
| 67    | (A) Chen Zifan         | 14:14    | Lucky Vatnani (A)     |
| 68    | (A) Stephen Groves     | 43:43    | Michael Dubicki (A)   |
| 69    | (A) Tyler Rees         | 14:14    | Richard Beckham (A)   |
| 70    | (A) Danny Gladstone    | 34:34    | Anthony Fieldsend (A) |
| 71    | (A) Peter Devlin       | 24:24    | Jason Tart (A)        |
| 72    | (A) Lewis Roberts      | 43:43    | Joshua Thomond (A)    |
| 73    | (A) Matthew Glasby     | 40:40    | Ben Jones (A)         |
| 74    | (A) Robert Cloherty    | 40:40    | Wayne Brown (A)       |
| 75    | (A) Scott Lyons        | 42:42    | Patrick Whelan (A)    |
| 76    | (A) Andrew Milliard    | 42:42    | Adrian Rosa (A)       |
| 77    | (A) Shachar Ruberg     | 14:14    | Leigh Robinson (A)    |
| 78    | (A) Jackson Page       | 14:14    | Simon Dent (A)        |

### 2. Runde
| Spiel | Spieler 1               | Ergebnis | Spieler 2             |
| ----- | ----------------------- | -------- | --------------------- |
| 79    | (A) Mitchell Travis     | 24:24    | Heikki Niva (A)       |
| 80    | (A) Hu Hao              | 04:04    | Lewis Gillen (A)      |
| 81    | (A) Adam Morrey         | 43:43    | Russell Morgan (A)    |
| 82    | (A) Ian Martin          | 34:34    | Jordan Brown (A)      |
| 83    | (A) Declan Brennan      | 14:14    | George Pragnall (A)   |
| 84    | (A) Samuel Thistlewhite | 42:42    | David Lilley (A)      |
| 85    | (A) Simon Bedford       | 40:40    | Duane Jones           |
| 86    | (A) Mark Vincent        | 43:43    | Peter Delaney (A)     |
| 87    | (A) Matthew Day         | 34:34    | Louis Heathcote (A)   |
| 88    | (A) James Burrett       | 41:41    | Stephen Kershaw (A)   |
| 89    | (A) Richard Jones       | 43:43    | Farakh Ajaib (A)      |
| 90    | (A) Tugba Irten         | 42:42    | Zhang Yong            |
| 91    | (A) Alex Davies         | 14:14    | Mark Miller (A)       |
| 92    | (A) Chae Ross           | 14:14    | Shaun Wilkes (A)      |
| 93    | (A) Jamie O’Neill       | 04:04    | Conor McCormack (A)   |
| 94    | (A) Andy Hicks          | 14:14    | Stewart Hesketh (A)   |
| 95    | (A) Michael Tomlinson   | 24:24    | Ma Tingpeng (A)       |
| 96    | (A) Gary Challis        | 41:41    | Lu Ning (A)           |
| 97    | (A) Geng Mingqi         | 24:24    | Troy Brett (A)        |
| 98    | (A) Phil O’Kane         | 24:24    | Anthony Jeffers (A)   |
| 99    | (A) Luke Simmonds       | 04:04    | Dhairya Bhandari (A)  |
| 100   | Sanderson Lam           | 14:14    | Callum Costello (A)   |
| 101   | (A) Kuldesh Johal       | 43:43    | Darren Cook (A)       |
| 102   | (A) Jake Nicholson      | 14:14    | Dean Galbally (A)     |
| 103   | Fraser Patrick          | 34:34    | Zhang Jiankang (A)    |
| 104   | Jamie Cope              | 41:41    | Joel Walker (A)       |
| 105   | (A) Tony Knowles        | 14:14    | Paul Burrell (A)      |
| 106   | (A) William Lemons      | 41:41    | Jamie Rhys Clarke (A) |
| 107   | Joe Swail               | 14:14    | Haydon Pinhey (A)     |
| 108   | (A) Stephen Ormerod     | 40:40    | Jamie Brown (A)       |
| 109   | (A) Steven Hallworth    | 41:41    | Jeff Cundy (A)        |
| 110   | (A) Saqib Nasir         | 42:42    | Zak Surety (A)        |

| Spiel | Spieler 1               | Ergebnis | Spieler 2             |
| ----- | ----------------------- | -------- | --------------------- |
| 79    | (A) Mitchell Travis     | 24:24    | Heikki Niva (A)       |
| 80    | (A) Hu Hao              | 04:04    | Lewis Gillen (A)      |
| 81    | (A) Adam Morrey         | 43:43    | Russell Morgan (A)    |
| 82    | (A) Ian Martin          | 34:34    | Jordan Brown (A)      |
| 83    | (A) Declan Brennan      | 14:14    | George Pragnall (A)   |
| 84    | (A) Samuel Thistlewhite | 42:42    | David Lilley (A)      |
| 85    | (A) Simon Bedford       | 40:40    | Duane Jones           |
| 86    | (A) Mark Vincent        | 43:43    | Peter Delaney (A)     |
| 87    | (A) Matthew Day         | 34:34    | Louis Heathcote (A)   |
| 88    | (A) James Burrett       | 41:41    | Stephen Kershaw (A)   |
| 89    | (A) Richard Jones       | 43:43    | Farakh Ajaib (A)      |
| 90    | (A) Tugba Irten         | 42:42    | Zhang Yong            |
| 91    | (A) Alex Davies         | 14:14    | Mark Miller (A)       |
| 92    | (A) Chae Ross           | 14:14    | Shaun Wilkes (A)      |
| 93    | (A) Jamie O’Neill       | 04:04    | Conor McCormack (A)   |
| 94    | (A) Andy Hicks          | 14:14    | Stewart Hesketh (A)   |
| 95    | (A) Michael Tomlinson   | 24:24    | Ma Tingpeng (A)       |
| 96    | (A) Gary Challis        | 41:41    | Lu Ning (A)           |
| 97    | (A) Geng Mingqi         | 24:24    | Troy Brett (A)        |
| 98    | (A) Phil O’Kane         | 24:24    | Anthony Jeffers (A)   |
| 99    | (A) Luke Simmonds       | 04:04    | Dhairya Bhandari (A)  |
| 100   | Sanderson Lam           | 14:14    | Callum Costello (A)   |
| 101   | (A) Kuldesh Johal       | 43:43    | Darren Cook (A)       |
| 102   | (A) Jake Nicholson      | 14:14    | Dean Galbally (A)     |
| 103   | Fraser Patrick          | 34:34    | Zhang Jiankang (A)    |
| 104   | Jamie Cope              | 41:41    | Joel Walker (A)       |
| 105   | (A) Tony Knowles        | 14:14    | Paul Burrell (A)      |
| 106   | (A) William Lemons      | 41:41    | Jamie Rhys Clarke (A) |
| 107   | Joe Swail               | 14:14    | Haydon Pinhey (A)     |
| 108   | (A) Stephen Ormerod     | 40:40    | Jamie Brown (A)       |
| 109   | (A) Steven Hallworth    | 41:41    | Jeff Cundy (A)        |
| 110   | (A) Saqib Nasir         | 42:42    | Zak Surety (A)        |

| Spiel | Spieler 1              | Ergebnis | Spieler 2                |
| ----- | ---------------------- | -------- | ------------------------ |
| 111   | Jason Weston           | 41:41    | Nigel Howe (A)           |
| 112   | (A) Stephen Craigie    | 04:04    | Danny Connolly (A)       |
| 113   | (A) Ashley Carty       | 04:04    | Keishin Kamihashi (A)    |
| 114   | Martin O’Donnell       | 24:24    | Michael Wild             |
| 115   | (A) Alex Taubman       | 14:14    | Dylan Mitchell (A)       |
| 116   | Sydney Wilson          | 14:14    | Mark Owens (A)           |
| 117   | (A) James Silverwood   | 04:04    | Daniel Devlin (A)        |
| 118   | James Cahill           | 04:04    | Jaspal Bamotra (A)       |
| 119   | (A) Josh Mulholland    | 42:42    | Kacper Filipiak (A)      |
| 120   | (A) Zack Richardson    | 43:43    | Sean O’Sullivan          |
| 121   | (AF) Reanne Evans      | 04:04    | Aaron Busuttil (A)       |
| 122   | (A) Ross Vallance      | 40:40    | Paul Davison             |
| 123   | (A) Andres Petrov      | kl.      | Ashley Hugill (A)        |
| 124   | Gareth Allen           | 04:04    | Michael Williams (A)     |
| 125   | (A) Imran Puri         | 40:40    | Thomas Dowling (A)       |
| 126   | (A) Mateusz Baranowski | 24:24    | Stefan Risidi (A)        |
| 127   | (A) Corey Deuel        | 43:43    | Nikolas Charalambous (A) |
| 128   | (A) Kishan Hirani      | kl.      | Gareth Green (A)         |
| 129   | (A) Oliver Brown       | 34:34    | Ben Fortey (A)           |
| 130   | (A) Barry Pinches      | 04:04    | Jack Culligan (A)        |
| 131   | (A) Jamie McArdle      | 42:42    | Joshua Cooper (A)        |
| 132   | (A) Lee Page           | kl.      | Allan Taylor             |
| 133   | (A) Chen Zifan         | 34:34    | Daniel Ward (A)          |
| 134   | (A) Michael Dubicki    | 24:24    | John Fearick (A)         |
| 135   | (A) Tyler Rees         | 41:41    | Charlie Walters (A)      |
| 136   | (A) Danny Gladstone    | 40:40    | Jeremiah Connors (A)     |
| 137   | (A) Peter Devlin       | 14:14    | James Loft (A)           |
| 138   | (A) Joshua Thomond     | 41:41    | Ben Jones (A)            |
| 139   | (A) Wayne Brown        | 14:14    | Ashley Beal (A)          |
| 140   | (A) Patrick Whelan     | 04:04    | Daniel O’Regan (A)       |
| 141   | (A) Adrian Rosa        | 34:34    | Shachar Ruberg (A)       |
| 142   | (A) Jackson Page       | 24:24    | Andreas Ploner (A)       |

| Spiel | Spieler 1              | Ergebnis | Spieler 2                |
| ----- | ---------------------- | -------- | ------------------------ |
| 111   | Jason Weston           | 41:41    | Nigel Howe (A)           |
| 112   | (A) Stephen Craigie    | 04:04    | Danny Connolly (A)       |
| 113   | (A) Ashley Carty       | 04:04    | Keishin Kamihashi (A)    |
| 114   | Martin O’Donnell       | 24:24    | Michael Wild             |
| 115   | (A) Alex Taubman       | 14:14    | Dylan Mitchell (A)       |
| 116   | Sydney Wilson          | 14:14    | Mark Owens (A)           |
| 117   | (A) James Silverwood   | 04:04    | Daniel Devlin (A)        |
| 118   | James Cahill           | 04:04    | Jaspal Bamotra (A)       |
| 119   | (A) Josh Mulholland    | 42:42    | Kacper Filipiak (A)      |
| 120   | (A) Zack Richardson    | 43:43    | Sean O’Sullivan          |
| 121   | (AF) Reanne Evans      | 04:04    | Aaron Busuttil (A)       |
| 122   | (A) Ross Vallance      | 40:40    | Paul Davison             |
| 123   | (A) Andres Petrov      | kl.      | Ashley Hugill (A)        |
| 124   | Gareth Allen           | 04:04    | Michael Williams (A)     |
| 125   | (A) Imran Puri         | 40:40    | Thomas Dowling (A)       |
| 126   | (A) Mateusz Baranowski | 24:24    | Stefan Risidi (A)        |
| 127   | (A) Corey Deuel        | 43:43    | Nikolas Charalambous (A) |
| 128   | (A) Kishan Hirani      | kl.      | Gareth Green (A)         |
| 129   | (A) Oliver Brown       | 34:34    | Ben Fortey (A)           |
| 130   | (A) Barry Pinches      | 04:04    | Jack Culligan (A)        |
| 131   | (A) Jamie McArdle      | 42:42    | Joshua Cooper (A)        |
| 132   | (A) Lee Page           | kl.      | Allan Taylor             |
| 133   | (A) Chen Zifan         | 34:34    | Daniel Ward (A)          |
| 134   | (A) Michael Dubicki    | 24:24    | John Fearick (A)         |
| 135   | (A) Tyler Rees         | 41:41    | Charlie Walters (A)      |
| 136   | (A) Danny Gladstone    | 40:40    | Jeremiah Connors (A)     |
| 137   | (A) Peter Devlin       | 14:14    | James Loft (A)           |
| 138   | (A) Joshua Thomond     | 41:41    | Ben Jones (A)            |
| 139   | (A) Wayne Brown        | 14:14    | Ashley Beal (A)          |
| 140   | (A) Patrick Whelan     | 04:04    | Daniel O’Regan (A)       |
| 141   | (A) Adrian Rosa        | 34:34    | Shachar Ruberg (A)       |
| 142   | (A) Jackson Page       | 24:24    | Andreas Ploner (A)       |

### 3. Runde
| Spiel | Spieler 1             | Ergebnis | Spieler 2             |
| ----- | --------------------- | -------- | --------------------- |
| 143   | (A) Mitchell Travis   | 40:40    | Hu Hao (A)            |
| 144   | (A) Russell Morgan    | 40:40    | Ian Martin (A)        |
| 145   | (A) Declan Brennan    | 14:14    | David Lilley (A)      |
| 146   | Duane Jones           | 04:04    | Peter Delaney (A)     |
| 147   | (A) Matthew Day       | 43:43    | Stephen Kershaw (A)   |
| 148   | (A) Farakh Ajaib      | 40:40    | Zhang Yong            |
| 149   | (A) Alex Davies       | 24:24    | Chae Ross (A)         |
| 150   | (A) Jamie O’Neill     | 41:41    | Andy Hicks (A)        |
| 151   | (A) Michael Tomlinson | 41:41    | Lu Ning (A)           |
| 152   | (A) Geng Mingqi       | 43:43    | Phil O’Kane (A)       |
| 153   | (A) Luke Simmonds     | 41:41    | Sanderson Lam         |
| 154   | (A) Darren Cook       | 40:40    | Jake Nicholson (A)    |
| 155   | Fraser Patrick        | 43:43    | Joel Walker (A)       |
| 156   | (A) Tony Knowles      | 40:40    | Jamie Rhys Clarke (A) |
| 157   | Joe Swail             | 24:24    | Jamie Brown (A)       |
| 158   | (A) Jeff Cundy        | 41:41    | Zak Surety (A)        |

| Spiel | Spieler 1             | Ergebnis | Spieler 2             |
| ----- | --------------------- | -------- | --------------------- |
| 143   | (A) Mitchell Travis   | 40:40    | Hu Hao (A)            |
| 144   | (A) Russell Morgan    | 40:40    | Ian Martin (A)        |
| 145   | (A) Declan Brennan    | 14:14    | David Lilley (A)      |
| 146   | Duane Jones           | 04:04    | Peter Delaney (A)     |
| 147   | (A) Matthew Day       | 43:43    | Stephen Kershaw (A)   |
| 148   | (A) Farakh Ajaib      | 40:40    | Zhang Yong            |
| 149   | (A) Alex Davies       | 24:24    | Chae Ross (A)         |
| 150   | (A) Jamie O’Neill     | 41:41    | Andy Hicks (A)        |
| 151   | (A) Michael Tomlinson | 41:41    | Lu Ning (A)           |
| 152   | (A) Geng Mingqi       | 43:43    | Phil O’Kane (A)       |
| 153   | (A) Luke Simmonds     | 41:41    | Sanderson Lam         |
| 154   | (A) Darren Cook       | 40:40    | Jake Nicholson (A)    |
| 155   | Fraser Patrick        | 43:43    | Joel Walker (A)       |
| 156   | (A) Tony Knowles      | 40:40    | Jamie Rhys Clarke (A) |
| 157   | Joe Swail             | 24:24    | Jamie Brown (A)       |
| 158   | (A) Jeff Cundy        | 41:41    | Zak Surety (A)        |

| Spiel | Spieler 1                | Ergebnis | Spieler 2              |
| ----- | ------------------------ | -------- | ---------------------- |
| 159   | (A) Nigel Howe           | 42:42    | Stephen Craigie (A)    |
| 160   | (A) Ashley Carty         | 34:34    | Martin O’Donnell       |
| 161   | (A) Alex Taubman         | 14:14    | Sydney Wilson          |
| 162   | (A) James Silverwood     | 42:42    | James Cahill           |
| 163   | (A) Kacper Filipiak      | 43:43    | Sean O’Sullivan        |
| 164   | (AF) Reanne Evans        | 40:40    | Paul Davison           |
| 165   | (A) Andres Petrov        | 43:43    | Gareth Allen           |
| 166   | (A) Thomas Dowling       | 04:04    | Mateusz Baranowski (A) |
| 167   | (A) Nikolas Charalambous | 42:42    | Kishan Hirani (A)      |
| 168   | (A) Oliver Brown         | 40:40    | Barry Pinches (A)      |
| 169   | (A) Joshua Cooper        | 43:43    | Lee Page (A)           |
| 170   | (A) Chen Zifan           | 04:04    | Michael Dubicki (A)    |
| 171   | (A) Charlie Walters      | 04:04    | Jeremiah Connors (A)   |
| 172   | (A) Peter Devlin         | 42:42    | Ben Jones (A)          |
| 173   | (A) Wayne Brown          | 34:34    | Patrick Whelan (A)     |
| 174   | (A) Adrian Rosa          | 43:43    | Jackson Page (A)       |

| Spiel | Spieler 1                | Ergebnis | Spieler 2              |
| ----- | ------------------------ | -------- | ---------------------- |
| 159   | (A) Nigel Howe           | 42:42    | Stephen Craigie (A)    |
| 160   | (A) Ashley Carty         | 34:34    | Martin O’Donnell       |
| 161   | (A) Alex Taubman         | 14:14    | Sydney Wilson          |
| 162   | (A) James Silverwood     | 42:42    | James Cahill           |
| 163   | (A) Kacper Filipiak      | 43:43    | Sean O’Sullivan        |
| 164   | (AF) Reanne Evans        | 40:40    | Paul Davison           |
| 165   | (A) Andres Petrov        | 43:43    | Gareth Allen           |
| 166   | (A) Thomas Dowling       | 04:04    | Mateusz Baranowski (A) |
| 167   | (A) Nikolas Charalambous | 42:42    | Kishan Hirani (A)      |
| 168   | (A) Oliver Brown         | 40:40    | Barry Pinches (A)      |
| 169   | (A) Joshua Cooper        | 43:43    | Lee Page (A)           |
| 170   | (A) Chen Zifan           | 04:04    | Michael Dubicki (A)    |
| 171   | (A) Charlie Walters      | 04:04    | Jeremiah Connors (A)   |
| 172   | (A) Peter Devlin         | 42:42    | Ben Jones (A)          |
| 173   | (A) Wayne Brown          | 34:34    | Patrick Whelan (A)     |
| 174   | (A) Adrian Rosa          | 43:43    | Jackson Page (A)       |

### 4. Runde
| Spiel | Spieler 1           | Ergebnis | Spieler 2             |
| ----- | ------------------- | -------- | --------------------- |
| 175   | (A) Hu Hao          | 14:14    | Ian Martin (A)        |
| 176   | (A) Declan Brennan  | 42:42    | Duane Jones           |
| 177   | (A) Stephen Kershaw | 41:41    | Zhang Yong            |
| 178   | (A) Alex Davies     | 34:34    | Andy Hicks (A)        |
| 179   | (A) Lu Ning         | 04:04    | Phil O’Kane (A)       |
| 180   | Sanderson Lam       | 14:14    | Jake Nicholson (A)    |
| 181   | (A) Joel Walker     | 14:14    | Jamie Rhys Clarke (A) |
| 182   | Joe Swail           | 34:34    | Zak Surety (A)        |

| Spiel | Spieler 1           | Ergebnis | Spieler 2             |
| ----- | ------------------- | -------- | --------------------- |
| 175   | (A) Hu Hao          | 14:14    | Ian Martin (A)        |
| 176   | (A) Declan Brennan  | 42:42    | Duane Jones           |
| 177   | (A) Stephen Kershaw | 41:41    | Zhang Yong            |
| 178   | (A) Alex Davies     | 34:34    | Andy Hicks (A)        |
| 179   | (A) Lu Ning         | 04:04    | Phil O’Kane (A)       |
| 180   | Sanderson Lam       | 14:14    | Jake Nicholson (A)    |
| 181   | (A) Joel Walker     | 14:14    | Jamie Rhys Clarke (A) |
| 182   | Joe Swail           | 34:34    | Zak Surety (A)        |

| Spiel | Spieler 1           | Ergebnis | Spieler 2          |
| ----- | ------------------- | -------- | ------------------ |
| 183   | (A) Stephen Craigie | 42:42    | Ashley Carty (A)   |
| 184   | (A) Alex Taubman    | 40:40    | James Cahill       |
| 185   | Sean O’Sullivan     | 43:43    | Paul Davison       |
| 186   | Gareth Allen        | 41:41    | Thomas Dowling (A) |
| 187   | (A) Kishan Hirani   | 14:14    | Barry Pinches (A)  |
| 188   | (A) Lee Page        | 40:40    | Chen Zifan (A)     |
| 189   | (A) Charlie Walters | 40:40    | Ben Jones (A)      |
| 190   | (A) Wayne Brown     | 42:42    | Jackson Page (A)   |

| Spiel | Spieler 1           | Ergebnis | Spieler 2          |
| ----- | ------------------- | -------- | ------------------ |
| 183   | (A) Stephen Craigie | 42:42    | Ashley Carty (A)   |
| 184   | (A) Alex Taubman    | 40:40    | James Cahill       |
| 185   | Sean O’Sullivan     | 43:43    | Paul Davison       |
| 186   | Gareth Allen        | 41:41    | Thomas Dowling (A) |
| 187   | (A) Kishan Hirani   | 14:14    | Barry Pinches (A)  |
| 188   | (A) Lee Page        | 40:40    | Chen Zifan (A)     |
| 189   | (A) Charlie Walters | 40:40    | Ben Jones (A)      |
| 190   | (A) Wayne Brown     | 42:42    | Jackson Page (A)   |

### 5. Runde
| Spiel | Spieler 1       | Ergebnis | Spieler 2       |
| ----- | --------------- | -------- | --------------- |
| 191   | (A) Hu Hao      | 43:43    | Duane Jones     |
| 192   | Zhang Yong      | 43:43    | Alex Davies (A) |
| 193   | (A) Lu Ning     | 43:43    | Sanderson Lam   |
| 194   | (A) Joel Walker | 43:43    | Joe Swail       |

| Spiel | Spieler 1       | Ergebnis | Spieler 2       |
| ----- | --------------- | -------- | --------------- |
| 191   | (A) Hu Hao      | 43:43    | Duane Jones     |
| 192   | Zhang Yong      | 43:43    | Alex Davies (A) |
| 193   | (A) Lu Ning     | 43:43    | Sanderson Lam   |
| 194   | (A) Joel Walker | 43:43    | Joe Swail       |

| Spiel | Spieler 1         | Ergebnis | Spieler 2          |
| ----- | ----------------- | -------- | ------------------ |
| 195   | (A) Ashley Carty  | 43:43    | James Cahill       |
| 196   | Paul Davison      | 04:04    | Thomas Dowling (A) |
| 197   | (A) Kishan Hirani | 40:40    | Chen Zifan (A)     |
| 198   | (A) Ben Jones     | 14:14    | Jackson Page (A)   |

| Spiel | Spieler 1         | Ergebnis | Spieler 2          |
| ----- | ----------------- | -------- | ------------------ |
| 195   | (A) Ashley Carty  | 43:43    | James Cahill       |
| 196   | Paul Davison      | 04:04    | Thomas Dowling (A) |
| 197   | (A) Kishan Hirani | 40:40    | Chen Zifan (A)     |
| 198   | (A) Ben Jones     | 14:14    | Jackson Page (A)   |

### Viertelfinale
| Spiel | Spieler 1      | Ergebnis | Spieler 2       |
| ----- | -------------- | -------- | --------------- |
| 199   | Duane Jones    | 24:24    | Alex Davies (A) |
| 200   | Sanderson Lam  | 24:24    | Joe Swail       |
| 201   | James Cahill   | 42:42    | Paul Davison    |
| 202   | (A) Chen Zifan | 14:14    | Ben Jones (A)   |

## Century-Breaks
Im Verlauf des Turniers wurden 12 Centuries gespielt.
| Wayne Brown   | 130, 110 |
| Simon Bedford | 128      |
| Joe Swail     | 119      |
| Paul Davison  | 111      |
| Ashley Carty  | 108      |
| Joshua Cooper | 106      |

| James Cahill   | 104 |
| Jake Nicholson | 103 |
| Joe O’Connor   | 102 |
| Lee Page       | 101 |
| Duane Jones    | 100 |